# Hedysarum argyreum
Hedysarum argyreum är en ärtväxtart som beskrevs av Werner Rodolfo Greuter och Hervé Maurice Burdet. Hedysarum argyreum ingår i släktet buskväpplingar, och familjen ärtväxter. Inga underarter finns listade i Catalogue of Life.